# رودنی (قزاقستان)
رودنی (قزاقی: Рудный، رۋدنىي) یک منطقهٔ مسکونی در قزاقستان است که در استان قوستانای واقع شده‌است. رودنی ۱۲۸۲۰۰ نفر جمعیت دارد.